# تلمان پاشایف
تلمان پاشایف (روسی: Пашаев Тельман Паша-оглы؛ ۵ مارس ۱۹۵۳ – ۲۰۱۳) کشتی‌گیر آزاد اهل اتحاد جماهیر شوروی بود.